# Emanuel Mori
Emanuel "Manny" Mori (né le 25 décembre 1948 sur l'île de Fefan dans le lagon des îles Truk, État de Chuuk), est un homme d'État micronésien d'ascendance japonaise. Il a été président des États fédérés de Micronésie du 11 mai 2007 au 11 mai 2015 pour deux mandats successifs.
Mori est marié à Emma S. Nelson. Il a eu avec sa défunte première épouse Elina Ekiek quatre filles.

## Biographie

### Jeunesse
Manny Mori est le petit-fils de Taro Mori, fils aîné de Koben Mori. Koben Mori, natif de Shikoku au Japon, est le fils d’un samouraï. Il est un des premiers commerçants à être arrivé dans ce qui est l'actuel État de Chuuk en 1892. Koben Mori s'établit tout d'abord à Weno. Il tisse des liens avec Manuppis, l'un des principaux chef de Weno, lequel lui donne sa fille en mariage. Ils ont eu six fils et cinq filles. Plus de 1000 personnes ont en 1984 Koben Mori pour ascendant et la moitié d'entre elles portent le nom de famille Mori.
Durant son mandat en tant que président, Mori a effectué une visite officielle dans la préfecture de Kōchi, sa patrie ancestrale, en 2008, pour célébrer le 20e anniversaire des relations bilatérales entre le Japon et les États fédérés de Micronésie. Mori a également rendu hommage au fondateur du clan Mori, Mori Katsunobu.

### Études et carrière dans la finance
Mori est né sur l’île de Fefan et est diplômé de la Xavier High School. Après avoir obtenu son diplôme en 1969, il poursuit ses études à l’Université de Guam où il obtient un Bachelor of Arts en gestion des affaires.
Après avoir terminé ses études, il effectue un stage à la Citicorp Credit-Guam avant de devenir manager-assistant dans une branche de la Citicorp à Saipan en 1974. 
Mori quitte la Citicorp en 1976 après avoir accepté le poste d’administrateur assistant au Trust Territory Social Security Office. En 1979, il devient alors le National Revenue Officer de l’État de Chuuk, au Tax & Revenue Office. Il servira ensuite en tant que contrôleur de la banque de développement FSM de 1981 à 1983 et par la suite en tant que président et CEO jusqu’en 1997. Il a également été le vice-président exécutif de la Banque des États fédérés de Micronésie de 1997 à 1999, date de son élection au Congrès.

### Carrière politique
Mori a été élu pour la première fois au Congrès des États fédérés de Micronésie lors d’une élection spéciale le 1er juillet 1999. Il fut réélu en 2001, 2003 et 2007.
Le 11 mai 2007, Mori fut élu président des États fédérés de Micronésie, battant le président sortant, Joseph Urusemal. Il a pris ses fonctions le jour même, laissant ainsi vacant son siège au Congrès.
Le 8 mars 2011, il est à nouveau candidat aux élections législatives ; la Constitution veut en effet que seul un député puisse être élu président. Il demande aux citoyens de l'État de Chuuk de le porter au Congrès afin qu'il puisse briguer un nouveau mandat à la présidence. Il fait campagne sur son bilan, et promet d'attirer davantage d'investissements, et de créer des emplois, en développant l'industrie de la pêche. L'éducation, dit-il, sera sa priorité, avec un financement pour les études supérieures, et le développement de la formation pratique et technique. Il est élu, puis nommé par l'un de ses pairs pour la présidence. N'ayant aucun opposant, il est réélu président le 11 mai, laissant à nouveau vacant son siège au Congrès,. Il cède sa place de président à Peter Christian le 11 mai 2015.